# Squier Venus
The Squier Venus (также известная как Fender Vista Venus) — подписная электрогитара серии Vista, созданная в результате сотрудничества Кортни Лав и бренда Squier. Модель была впервые представлена в 1997 году. На время выхода гитары в свет Кортни Лав являлась лишь второй женщиной-музыкантом, которая обладала своей собственной подписной гитарой (первой исполнительницей была Bonnie Raitt).
Форма Squier Venus была основана на дизайнах цельнокорпусных электрогитар Mercury, Fender Stratocaster и Rickenbacker. Venus выпускалась в двух вариациях: шести- и двенадцатиструнной (последняя позже была названа Venus XII).
Гитара была доступна в цветах: black, sunburst и foam green.
На время официального выхода гитары, цена на Venus составляла $699,99 , а на Venus XII — $999,99. Цена включала в себя стоимость чехла от Fender.
Squier Venus была снята с производства в 1998 г.

## Модели, сделанные под заказ
Кортни Лав часто появлялась на сцене с гитарами, сделанными для неё по заказу, и которые отличались от официальных моделей.
Список этих гитар включает в себя:
- Venus цвета baby-blue с пикгардом turtoise shell
- Модель с перламутровым (pearl) пикгардом
- Модель с финишем hot pink. Розовую (hot pink) модель можно увидеть в видеоклипе Hole к синглу Celebrity Skin.

Данные модели были оборудованы лишь одним, нэковым звукоснимателем Seymour Duncan SL591 Little 59.

## Серийные номера
Серийные номера на гитарах Venus помещались на грифе и состояли из одной буквы и шести цифр.
Серийные номера, которые начинались буквой V, означали, что инструмент был произведён в 1997 году. Серийные номера с буквой A указывали на то, что инструмент был произведён между 1997 и 1998 годами.

## Интересные факты
В начале 1990-х годов во время гастролей с Hole, Кортни Лав была известна тем, что отдавала одну из своих гитар Venus представителям женской аудитории. Известен лишь один случай подарка Venus мужчине — он произошёл в 1999 году, а счастливым обладателем оказался худой светловолосый парень, который был похож на Курта Кобейна.
Исполнители, которые были замечены с Squier Venus на выступлениях:
- Ширли Мэнсон (Garbage)
- Криспиан Миллс (Kula Shaker) (12-струнная модель)
- Клэр Ингрэм (Ikara Colt)
- Лаура-Мэри Картер (Blood Red Shoes)